# Jak to na wojence ładnie
Jak to na wojence ładnie – pieśń wojskowa z 1863 autorstwa polskiego poety i kompozytora Władysława Tarnowskiego. Uznawana za prekursorkę ułańskiej tradycji żurawiejek w polskiej kawalerii.

## Historia

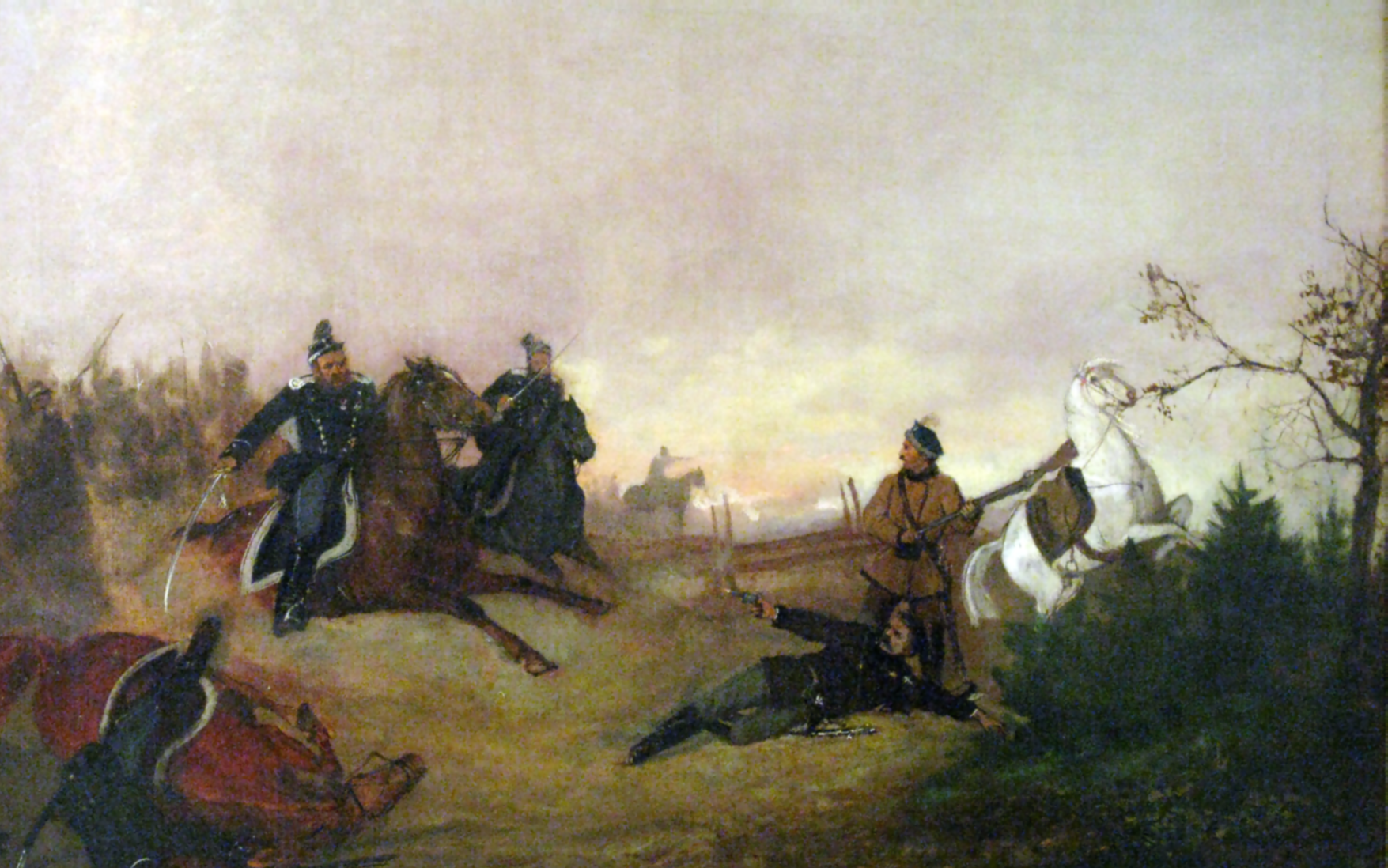
Śmierć Dionizego Czachowskiego 1863

Geneza utworu nie jest do końca wyjaśniona. Według Wacława Borowego ma ona swoje korzenie w tradycjach lamentów żołnierskich Rzeczypospolitej Obojga Narodów i sięga co najmniej XVIII wieku.
Pierwszym ustalonym autorem pieśni pod pseudonimem Ernest Buława jest polski poeta, dramaturg, kompozytor oraz pianista Władysław Tarnowski. Hrabia skomponował ją w oparciu o ludową pieśń węgierską w latach 1863–1864 podczas powstania styczniowego, w którym brał czynny udział. Pierwotnie piosenka nosiła tytuł „Pieśń żołnierza”. Znana była również jako „Marsz żołnierzy Langiewicza” ponieważ stała się bardzo popularna wśród insurgentów i była śpiewana m.in. przez żołnierzy generała Langiewicza oraz oddział Dionizego Czachowskiego. Po upadku powstania weszła do tradycji polskich pieśni wojskowych i z czasem upowszechniła się jej potoczna nazwa wzięta z pierwszego wersu tekstu „Jak to na wojence ładnie”. Później powstało wiele wersji oraz wariantów tej pieśni.
W czasie I wojny światowej pieśń po przeróbkach znana była jako „Marsz ułański” i śpiewana była przez ułanów legionów polskich.

## Tekst
Pierwotny tekst pieśni nawiązuje do wydarzeń powstania styczniowego:

Jak to na wojence ładnie,

Kiedy ułan z konia spadnie.

Koledzy go nie ratują,

Jeszcze końmi potratują.

Rotmistrz z listy go wymaże,

Wachmistrz trumnę zrobić każe.

A za jego młode lata,

Trąbka zagra tra-ta-ta-ta.

A za jego trudy, prace,

Grały mu kule, kartacze

A za jego trudy, lata,

Dała ognia cała rota.

A my już go pochowali,

„Requiescat” zaśpiewali.

Popamiętają Moskale,

Jak dostali w skórę w Skale.

Ze Staszowa ich wyprzemy,

Aż o Kijów się oprzemy.

A z kijowskiej okolicy,

Pójdziemy do stolicy.

Niech pamiętają łajdaki,

Jak dzielnie biją Polaki.

A dla naszej większej chwały,

Vivat sztab i korpus cały.